# مبادرة

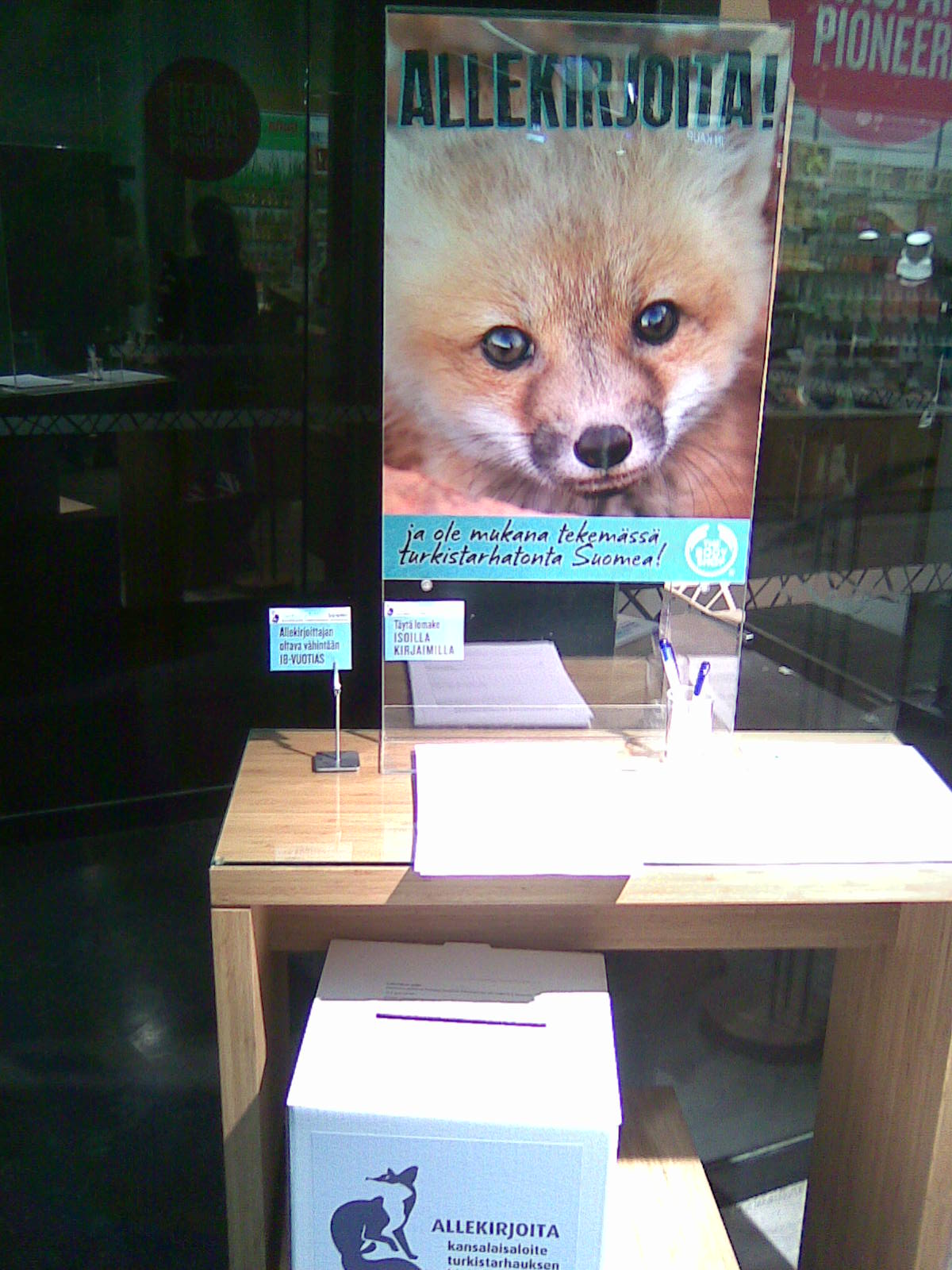

المُبادَرة في اللغة هي سبْق إلى اقتراح أمرٍ أو تحقيقه، والمبادرة في الحرب:أن يسبق قائدُ جيش قائدَ جيش العدوّ إلى خطَّة حربيَّة تمكِّنه من الانتصار عليه، وفي السياسة المبادرة هي مسألة تتعلق بالسياسة العامة يبادر بها الناس، عن طريق الالتماس، وتقرر عن طريق الاقتراع.
تطور مفهوم المبادرة خلال السنوات الأخيرة، فأصبحت المبادرة هي فكرة وخطة عمل تطرح لمعالجة قضايا المجتمع وتتحول إلى مشاريع تنموية قصيرة المدى وبعيدة المدى، وتصدر عادة عن المؤسسات الحكومية وشبه الحكومية والجمعيات الخيرية والتطوعية، تأخذ طريقا فرعيا عن الأهداف الرئيسية للمؤسسة أو الجمعية، فتحقق أهدافها الفرعية بشكل مستقل.

## أمثلة على مبادرة
- مبادرة السلام العربية، وهي مبادرة أطلقها الملك عبد الله بن عبد العزيز ملك السعودية للسلام في الشرق الأوسط بين إسرائيل والفلسطينيين. هدفها إنشاء دولة فلسطينية معترف بها دوليًا على حدود 1967 وعودة اللاجئين وانسحاب من هضبة الجولان المحتلة، مقابل اعتراف وتطبيع العلاقات بين الدول العربية مع إسرائيل، وكانت في عام2002. وقد تم الإعلان عن مبادرة السلام العربية في القمة العربية في بيروت. وقد نالت هذه المبادرة تأييدًا عربيًا.

- المبادرة الوطنية للتنمية البشرية: مشروع تنموي من أجل تحسين الأوضاع الاقتصادية والاجتماعية لسكان المغرب. انطلق المشروع رسميا في 18 مايو 2005.

- مبادرة الدفاع الاستراتيجي: وتعرف كذلك بـ" S. D. I " أو حرب النجوم وهي مبادرة أعلن عنها الرئيس رونالد ريچن سنة 1983. وكانت تهدف إلى خلق نمط جديد من الدفاع الوطني من خلال إقامة درع دفاعي حول الولايات المتحدة يدمر بواسطة الليزر أي صواريخ نووية قبل بلوغ أهدافها. وكان ريچن يعتقد أن بوسع هذا الإجراء وضع حد للأسلحة النووية بجعلها لا جدوى منها. لكن رأى العديد من الخبراء أن مثل هذا الإجراء غير ممكن بتاتا. وذهب البعض إلى أن هذا الدرع لا يمكنه حماية كل سكان الولايات المتحدة وإنما سيجبر الاتحاد السوفيتي على توجيه أكثر رؤوس نووية صوب الولايات المتحدة. لكن ورغم كل هذه الاهتمامات أنفقت إدارة ريچن أموالا طائلة لتطوير هذه المبادرة التي شكلت عاملا مهما في المفاوضات مع الاتحاد السوفيتي خلال مدتي حكم ريچن حيث رفض الاتحاد السوفيتي تطوير هذه المبادرة. وكانت إدارة الرئيس بوش (1989 _ 1993) اقل تحمسا لحرب النجوم وتلاشت الفكرة تدريجيا خاصة بعد نهاية الحرب الباردة ومعها تقلص احتمال هجوم نووي على الولايات المتحدة. ولقد أنعشت الفكرة من قبل الشيوخ الجمهوريين الذين يرون أن انتشار الأسلحة النووية بلغ درجة تستدعي البحث والتنقيب أكثر فأكثر من أجل تطوير نظام دفاع صاروخي أرضي.

- مبادرة روجرز

- مبادرة الحكم الذاتي في الصحراء الغربية

- بيوس - مبادرة الإبداع الحيوي للمجتمع المفتوح

- مبادرة الحركة الديمقراطية المستقلة

مبادرة الحركة الديمقراطية المستقلة هي مبادرة سياسية شبابية لادخال افكار الحداثة والتجدد إلى المجتمعات التقليدية بهدف مواكبة التطور المعاصر.
مبادرة الحركة الديمقراطية المستقلة تتألف من مجموعة من الناشطين السياسيين المستقلين الذين يقومون بمبادرة سياسية شبابية وجماعية عبر الطرق الديمقراطية وعبر الوسائل الديمقراطية وبالسبل الحضارية بهدف الوصول للتغيير المنشود الذي يطمح اليه الشباب المعاصر. مبادرة الحركة الديمقراطية المستقلة تجمع مبادئ الليبرالية الاجتماعية ومبادئ الديمقراطية لتطبيق المساواة بين الطبقات الاجتماعية ولتحققيق العدالة الاجتماعية. الناشط السياسي المؤسس لمبادرة الحركة الديمقراطية المستقلة محمد اسعد شعيب.
موقع مبادرة الحركة الديمقراطية المستقلة:
https://5fb577cb4b229.site123.me/#section-5fb57d28cf17e

## مبادرات عالمية[2]
- مبادرة الاقتصاد الحر للأمريكتين - Enterprise for the Americas Initiative
- المبادرة الأمنية لمكافحة الانتشار - Proliferation Security Initiative
- مبادرة الجماعة الأوروبية انتريغ - Interreg Community Initiative
- مبادرة أفريقيا الإلكترونية - e -Africa initiative
- مبادرة بروتوكول غازات الاحتباس الحراري - GHG Protocol Initiative; Greenhouse Gas Protocol Initiative
- مبادرة ميثاق الاستقرار لمكافحة الفساد - Stability Pact Anti -Corruption Initiative
- مبادرة وخطة عمل بحر البلطيق - Baltic Sea Initiative and Plan of Action
- المبادرة الخاصة بالحوكمة في أفريقيا - Special Initiative for Governance in Africa
- المبادرة الخاصة بعلاج الأطفال المرضى - Sick Children Initiative
- المبادرة الشاملة للنظم المعنية بالملاريا والزراعة - System -wide Initiative on Malaria and Agriculture
- المبادرة المتعلقة بصحة الشعوب الأصلية - Health of the Indigenous Peoples Initiative
- مبادرة المجتمع المفتوح لأفريقيا الجنوبية - Open Society Initiative for Southern Africa